# Palicourea longifolia
Palicourea longifolia är en måreväxtart som beskrevs av Carl Sigismund Kunth. Palicourea longifolia ingår i släktet Palicourea och familjen måreväxter.
Artens utbredningsområde är Colombia. Inga underarter finns listade i Catalogue of Life.